# Metaphycus fuscicornis
Metaphycus fuscicornis är en stekelart som beskrevs av Compere 1928. Metaphycus fuscicornis ingår i släktet Metaphycus och familjen sköldlussteklar. Inga underarter finns listade i Catalogue of Life.